# Lehoczky-Semmelweis Kálmán
Lehoczky-Semmelweis Kálmán (Fischerndorf, 1889. szeptember 5. – Budapest, 1967. április 26.) magyar orvos, szülész-nőgyógyász, egyetemi tanár.

## Életpályája
1912-ben szerzett orvosi diplomát a Budapesti Tudományegyetem Orvostudományi Karán. 1912–1929 között a budapesti I. sz. Nőgyógyászati és Szülészeti Klinikán dolgozott. 1926-ban egyetemi magántanárrá habilitálták szülészeti és nőgyógyászati diagnosztika tárgykörből. 1929–1948 között a Vöröskereszt Kórház nőgyógyász főorvosa volt. 1938–1942 között a budapesti orvosegyesület főtitkára volt. 1939–1943 között a Magyar Nőorvosok Társaságának főtitkára volt. 1948–1964 között budapesti rendelőintézetekben nőgyógyász felülvizsgáló főorvos volt. 1964–1967 között a Semmelweis Múzeum és Könyvtár tudományos szaktanácsadója volt.
A nőgyógyászati diagnosztika kérdéseivel foglalkozott. Tevékenysége nőgyógyász-sebészként jelentős.

## Családja
Szülei Lehoczky Kálmán (1838–1907) és Szemerényi Antónia (1864–1942) voltak. Édesanyja, Semmelweis Ignác leánya volt. 1926. augusztus 14-én, Budapesten házasságot kötött Schnabel Celesztin Máriával (1899–1972). Egy lányuk született, Lehoczky-Semmelweis Mária (1929 - 2011).

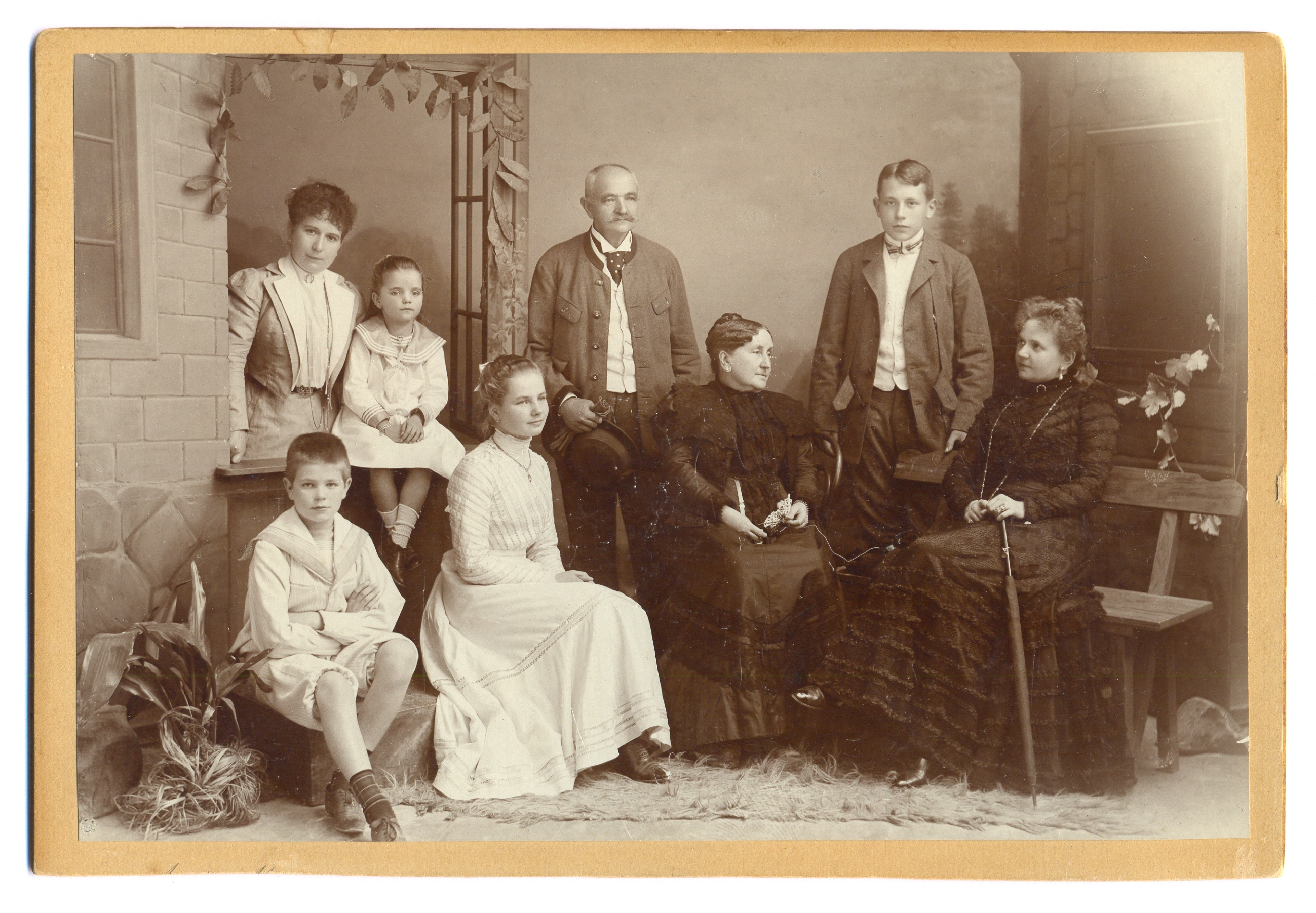
Semmelweis Ignác özvegye, Weidenhofer Mária (1837–1910) családjával: lányai, Margit 1861–1928) és Antónia (1864–1942), Antónia férje, id. Lehoczky Kálmán (1838–1907) és gyermekeik, Lehoczky Mária Antónia (Marietta) (1894–1919), Lehoczky-Semmelweis Andor (1885–1970), ifj. Lehoczky-Semmelweis Kálmán (1889–1967), Lehoczky Márta (1883–1943).

Sírja a Farkasréti temetőben található (17-1/0/1/171).

## Művei
- A therápiás és prophylaxiás rádiumkezelésről 1000 eset kapcsán (Budapest, 1926)
- A méhfibromyoma therapiája (Budapest, 1928)